# Опуклий многокутник

П'ятикутник — опуклий многокутник

Опуклим многокутником називається многокутник, який обмежує опуклу множину. Тобто, для будь-яких двох точок многокутника відрізок, що їх з'єднує повністю належить многокутнику.
Якщо многокутник не опуклий, то кажуть, що він увігнутий.

## Визначення
Існує багато еквівалентних визначень опуклого многокутника:
- многокутник буде опуклим, якщо відносно будь-якої прямої, що проходить через сторону многокутника, многокутник повністю буде розташований у півплощині, утвореній цією прямою (тобто по один бік від прямої).
- многокутник без самоперетинів такий, що кожний внутрішній кут не перевищує 180°;
- многокутник такий, що всі його діагоналі повністю лежать всередині нього;
- многокутник є опукла оболонка кінцевого числа точок на площині;
- многокутник є перетином кінцевого числа замкнутих півплощин.

Слід, зауважити, що опуклий многокутник не обов'язково обмежена множина. Наприклад, півплощина буде необмеженим опуклим многокутником.

## Приклади
- Будь-який невироджений трикутник є опуклим.
- Квадрат та прямокутник є опуклими.
- Якщо, при перетині опуклих многокутників отримуємо многокутник, то він буде опуклим.

## Площа опуклого многокутника
- Нехай {\displaystyle \{(X_{i},Y_{i})\},i=1,2,...,n} послідовність координат сусідніх одна одній вершин {\displaystyle n}-кутника без самоперетинів. Тоді його площа обчислюється за формулою:

{\displaystyle S={\frac {1}{2}}\left|\sum \limits _{i=1}^{n}(X_{i}+X_{i+1})(Y_{i}-Y_{i+1})\right|}, де {\displaystyle (X_{n+1},Y_{n+1})=(X_{1},Y_{1})}.

## Узагальнення
- Опукла множина
- Зірчастий многокутник
- Аналогом опуклого многокутника в тривимірному евклідовому просторі є опуклий багатогранник.